# Kia Forte
Pour les articles homonymes, voir Forte.
La Kia Forte, nommée aussi Kia Cerato, Kia Cerato Forte, Kia Shuma pour la version coupée Koup, Kia Grand Sephia ou Kia Forte Furuidi, est une berline du constructeur automobile sud-coréen Kia Motors lancée le 21 août 2008 en Corée du Sud.

## Première génération
La Forte fut présentée au Chicago Auto Show en février 2009 pour être vendue à partir de l'été 2009 en Amérique du Nord. Elle est aussi vendue en Australie depuis le début 2009 et dans les pays du Maghreb (Tunisie et Libye) depuis le début 2010. Elle vient remplacer les Kia Cerato et Spectra et dispose de trois carrosseries : berline quatre et cinq portes et coupé.

### KOUP Concept

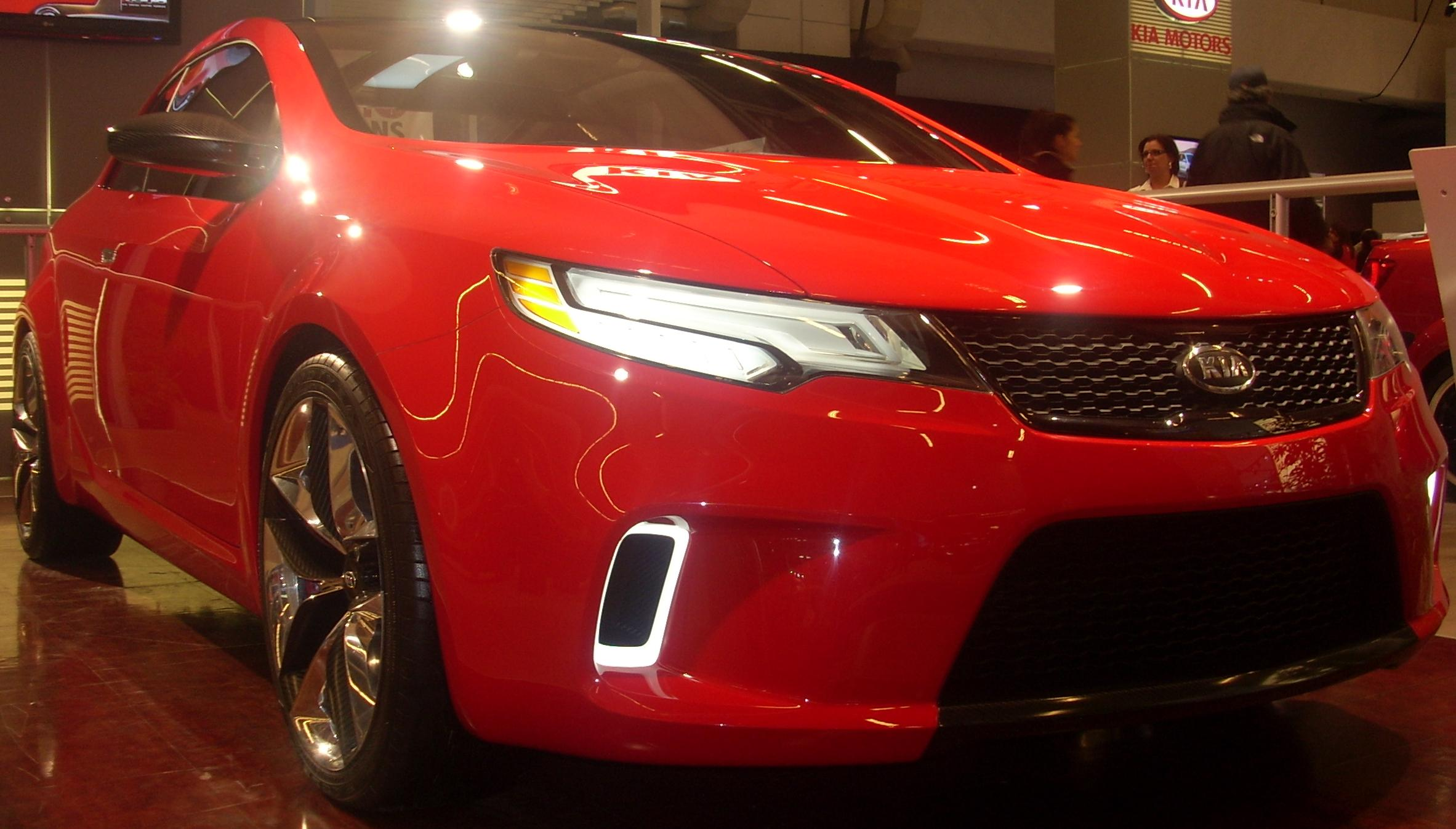
KOUP Concept

Kia a dévoilé le concept-car KOUP Concept pour la première fois lors du New York International Auto Show 2008 qui s'est tenu en mars 2008. Il a jeté les bases du dessin du modèle qui sera rebaptisé plus tard Forte Koup. Ce concept car est motorisé par un quatre cylindres 2.0 L Turbo à injection directe d'essence développant 260 ch.

### Forte Koup

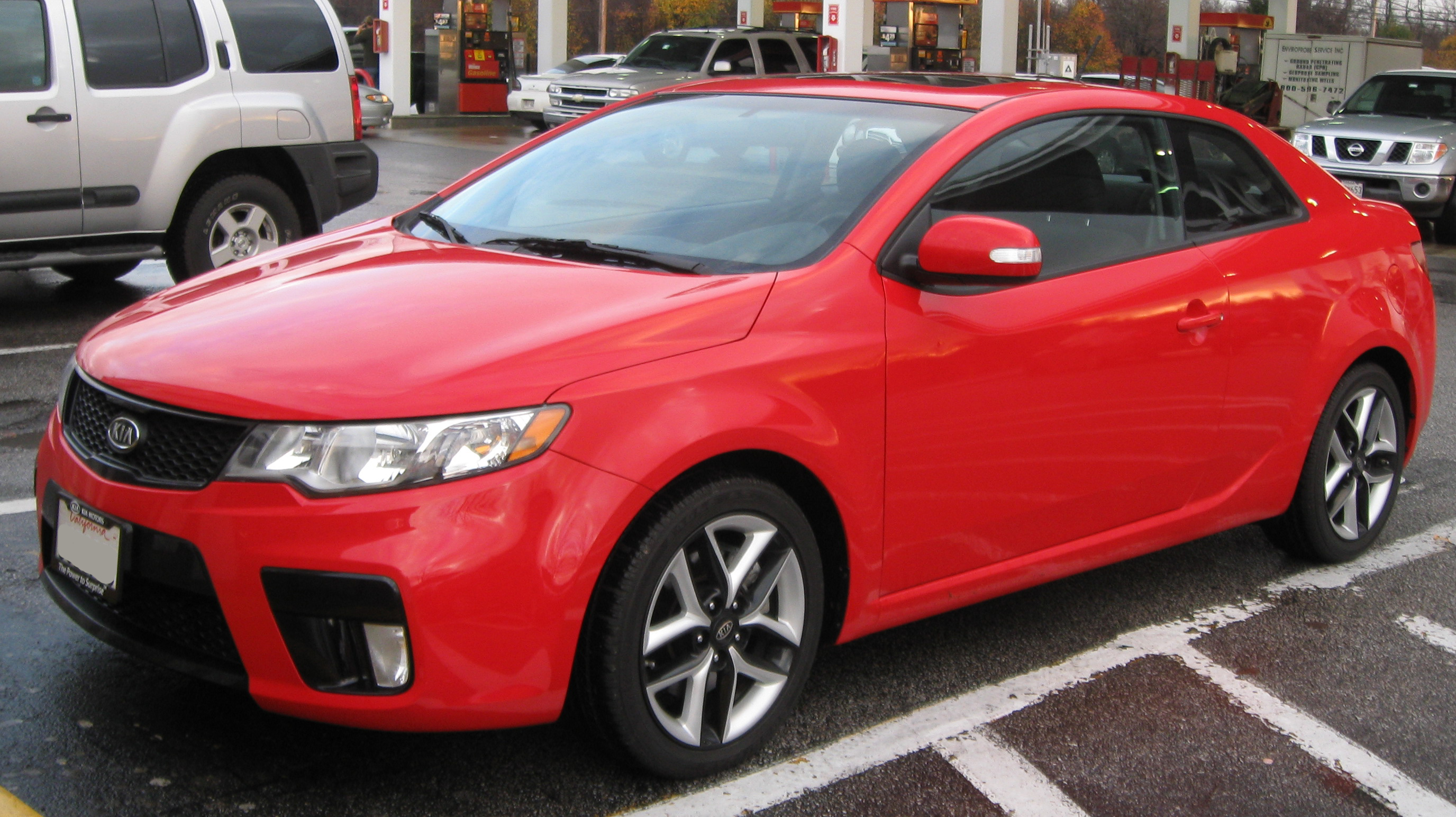
2010 Forte Koup

Kia a dévoilé la version coupé de la Forte, baptisée Forte Koup, au printemps 2009 lors du ''New York International Auto Show 2009, soit juste un an après la présentation du concept du même nom. Il reprend tous les  moteurs de la berline hormis le bloc diesel et la version hybride. Déjà vendue en Corée du Sud, elle arrive aux États-Unis en août 2009.

### Forte LPI Hybrid

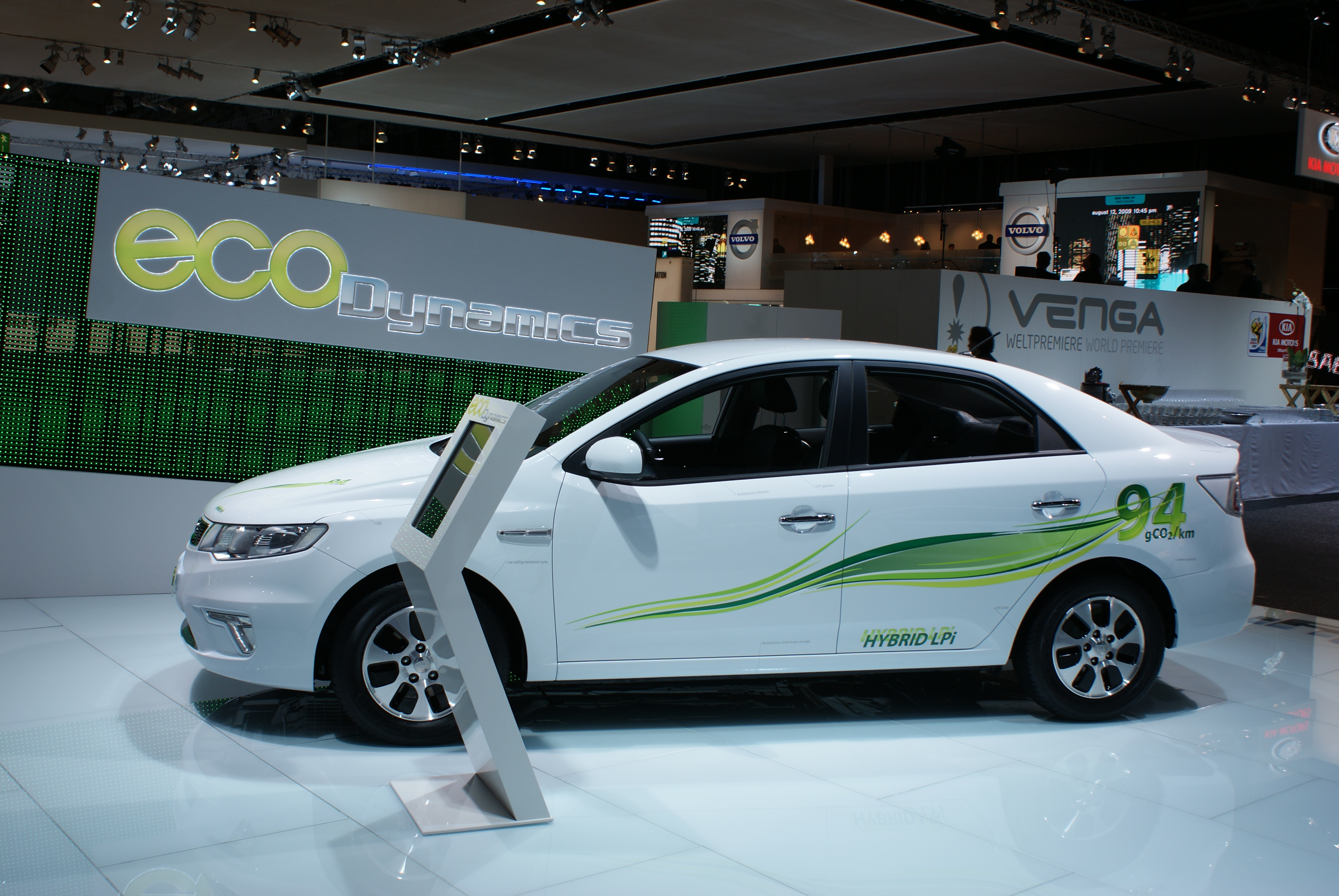
Forte LPI Hybrid

Présentée en avant-première au Salon de Séoul en avril 2009, la version hybride de la Forte dispose d'un quatre cylindres 1.6 L fonctionnant au GPL associé à un moteur électrique qui est alimenté par des batteries au lithium Polymer. Elle partage cette première mondiale avec sa cousine la Hyundai Avante/Elantra Hybrid. La Forte LPI Hybrid est vendue en Corée du Sud depuis le mois de juillet 2009, ainsi qu'en Chine.
En septembre 2009, Kia a présenté cette version hybride lors du Salon automobile de Francfort, alors même que la Forte n'est pas vendue en Europe de l'Ouest.

### Motorisations

#### Corée du Sud
La Forte est disponible avec quatre moteurs :
- 4 cyl. 1.6 L 124 ch. 145 à 154 g/km de CO2.
- 4 cyl. 2.0 L 156 ch. 172 g/km de CO2.
- 4 cyl. 1.6 L CRDi 128 ch. 163 g/km de CO2.
- 4 cyl. 1.6 L GPL Hybrid 114 ch. Depuis juillet 2009. 99 g/km de CO2[12].

La Forte Koup est disponible avec deux moteurs essences :
- 4-cyl. 1.6 L 124 ch. 145 à 156 g/km de CO2.
- 4-cyl. 2.0 L 156 ch. 163 à 181 g/km de CO2.

#### Amérique du Nord
La Forte américaine est disponible avec deux moteurs essences :
- 4-cyl. 2.0 L 156 ch.
- 4-cyl. 2.4 L 173 ch.

Le 2.0 L existe avec une boîte manuelle à cinq vitesses ou automatique à quatre ou cinq rapports, tandis que le 2.4 L a droit à une boîte manuelle à six vitesses ou automatique à cinq rapports. Pour l'année 2011, la boîte automatique compte maintenant six rapports pour les deux motorisations et la boîte manuelle pour le moteur de 2.0 L a maintenant, elle aussi, 6 rapports.

### Galerie photos

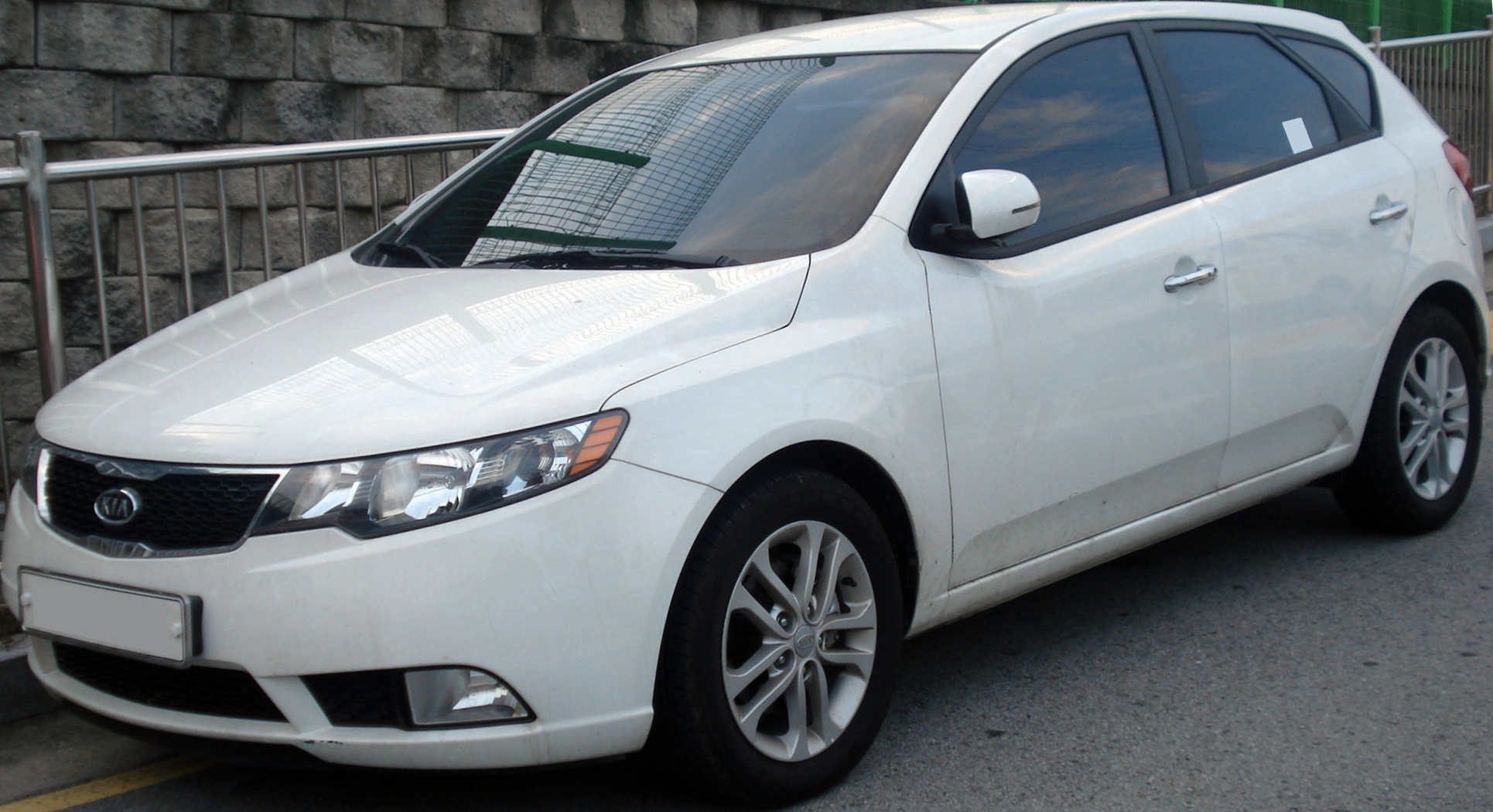
Kia Forte SX
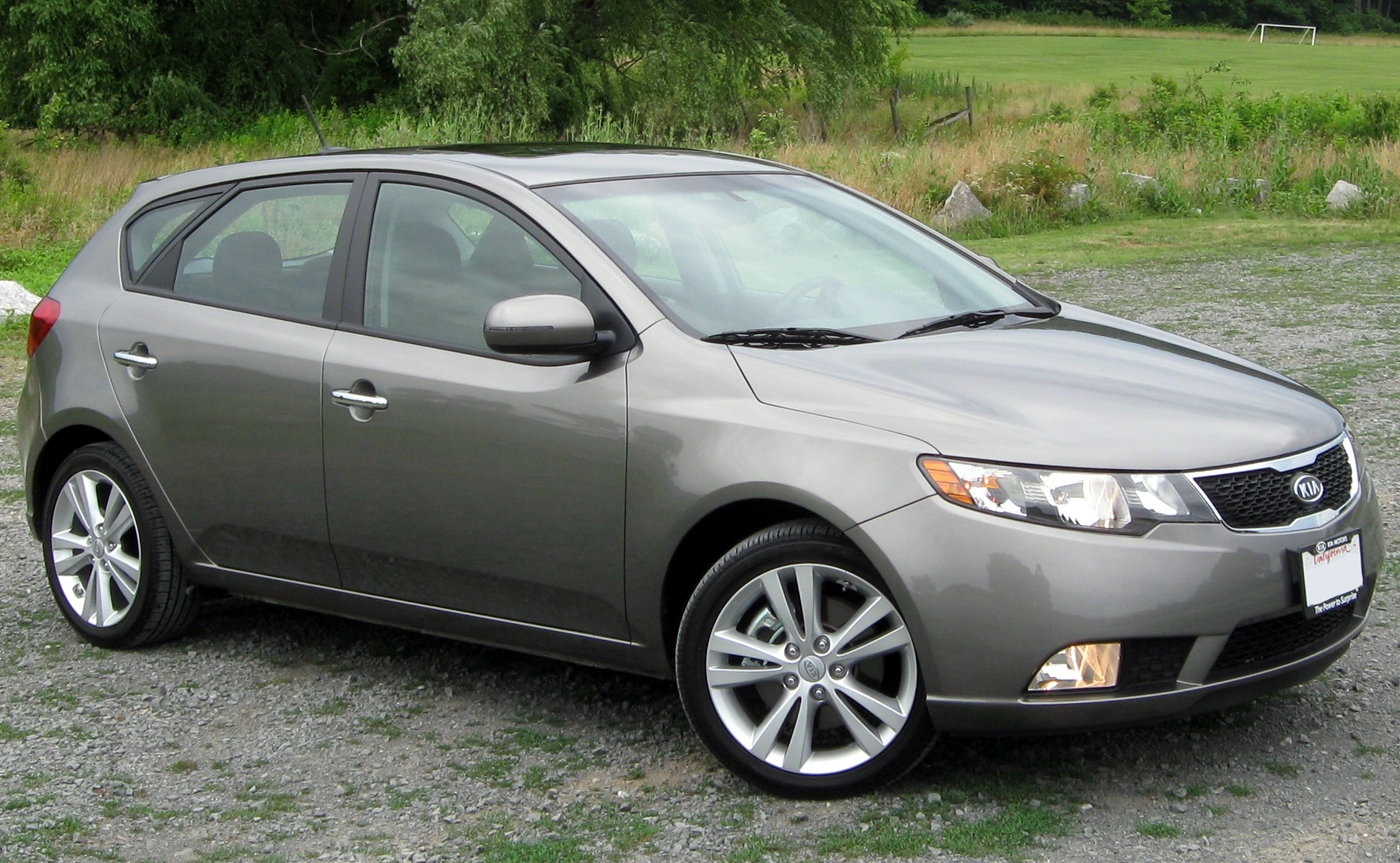
Kia Forte SX
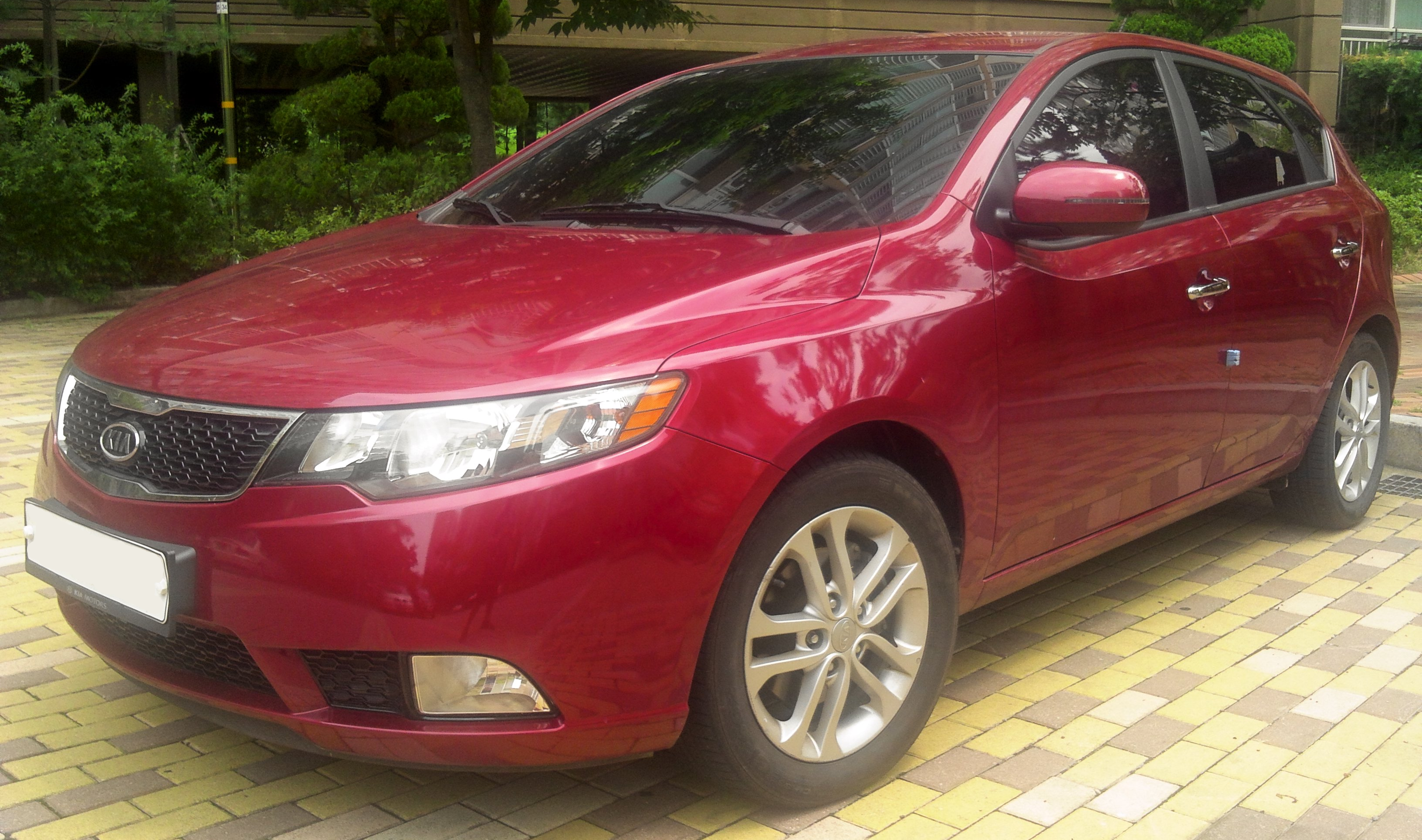
Kia Cerato SX
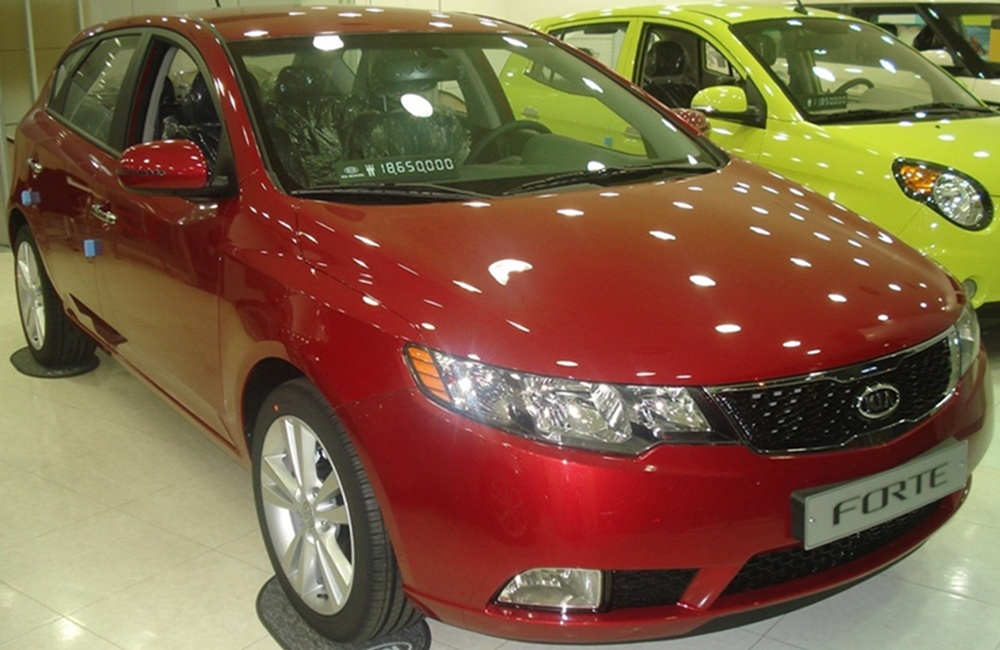
Kia Cerato SX

## La Forte dans le monde
La Kia Forte est vendue en Corée du Sud et en Amérique du Nord. Elle existe aussi sous le nom de Cerato Forte dans le Sud-Est asiatique, en Chine la Forte prend le nom de Furuidi. 
Pour l'Europe, elle est baptisée Cerato, et ensuite Cee'd de nos jours, (nom de code: K3), et produite en Slovaquie.

## Ventes
| Année | Forte           | Diff.    | Forte Koup     | Diff.    | Ventes          | Diff.    |
| ----- | --------------- | -------- | -------------- | -------- | --------------- | -------- |
| 2008  | 17 658 (5 mois) |          |                |          | 17 658          |          |
| 2009  | 48 355          | +173,8 % | 3 135 (5 mois) |          | 51 490          | +191,6 % |
| 2010  | 35 521          | -26,5 %  | 7 829          | +149,7 % | 43 350          | -15,8 %  |
| 2011  | 28 561          | -19,6 %  | 5 376          | -31,3 %  | 33 937          | -21,7 %  |
| 2012  | 10 722 (7 mois) |          | 1 668 (7 mois) |          | 12 390 (7 mois) |          |
| Total | 140 817         |          | 18 008         |          | 158 825         |          |

| Année         | Ventes  | Différence          |
| ------------- | ------- | ------------------- |
| 2009 (8 mois) | 26 328  |                     |
| 2010          | 68 500  | +160,2 %            |
| 2011          | 76 295  | +11,4 %             |
| 2012 (7 mois) | 47 016  | -7,0 % (sur 7 mois) |
| Total         | 218 139 |                     |

NB : La Forte a été lancée en mai 2009.